# Нова Весь (гміна Ойжень)
Нова Весь (пол. Nowa Wieś) — село в Польщі, у гміні Ойжень Цехановського повіту Мазовецького воєводства.
Населення — 177 осіб (2011).
У 1975-1998 роках село належало до Цехановського воєводства.

## Демографія
Демографічна структура станом на 31 березня 2011 року:
|          | Загалом | Допрацездатний вік | Працездатний вік | Постпрацездатний вік |
| -------- | ------- | ------------------ | ---------------- | -------------------- |
| Чоловіки | 93      | 23                 | 63               | 7                    |
| Жінки    | 84      | 16                 | 45               | 23                   |
| Разом    | 177     | 39                 | 108              | 30                   |